# الانتخابات العامة الأردنية 1962

الانتخابات الأردنية 1962 هي انتخابات أُجريت يوم الرابع والعشرين والخامس والعشرين من نوفمبر عام 1962 م. وبما أن الأحكام العرفية كانت هي المسيطرة على البلاد فإن كل المترشحين للانتخابات كانوا من المستقلين.